# Podolí (Mnichovo Hradiště)
Podolí je vesnice, část města Mnichovo Hradiště v okrese Mladá Boleslav. Nachází se asi tři kilometry severovýchodně od Mnichova Hradiště. Podolí leží v katastrálním území Podolí u Mnichova Hradiště o rozloze 5,05 km². V katastrálním území Podolí u Mnichova Hradiště leží i Hradec a Kruhy.

## Historie
První písemná zmínka o vesnici pochází z roku 1400.

## Obecní správa
V letech 1869–1910 a v letech 1961–1979 k obci patřil Sychrov.

## Pamětihodnosti

### Socha svatého Vojtěcha
U cesty na Hoření Kruhy z roku 1785. Na trojdílném stylobatu s volutami a reliéfy svatého Václava, svatého Jana Nepomuckého a svatého Jiří. Na stylobatu byly nápisy „Statue swateho wogtecha gest wizdwizena wod wogtěcha Kocjho s konssely poczestne opce podolske skrze ktereho buch wierne weleben Biwa za casu gozefa Iohana rychtaře Anno 1785“, pod sv. Janem nápis „Orodug za nas swaty gene Nepomucky kralowstwi bozj wipros…“ a na podstavci „Ke cti Boží Tuto sochu obnovyti dali manžele Josef…“
Socha svatého Vojtěcha se zdviženou pravicí byla již v roce 1930 uváděna jako poškozená, později byl podstavec prázdný. V září 2018 byla na podstavec osazena replika sochy.

### Kříž
Železný krucifix na trojdílném pískovcovém podstavci s reliéfem sv. Josefa v průčelí. Vzadu nápis A. 1863. Podstavec původně nesl sochu Jana Nepomuckého.

### Kaple svatého Cyrila a Metoděje
Novorománská kaple z roku 1912, vysvěcená 14. července 1912. Je čtvercového půdorysu, polygonálně uzavřená, se stupňovitým štítem a osmibokou věžičkou se zvonem vysvěceným roku 1921. Vybavení kaple tvoří dřevěný oltářík a obrazy sv. Cyrila a Metoděje. Zvon byl znovuvysvěcen roku 1990, samotná kaple roku 2000.

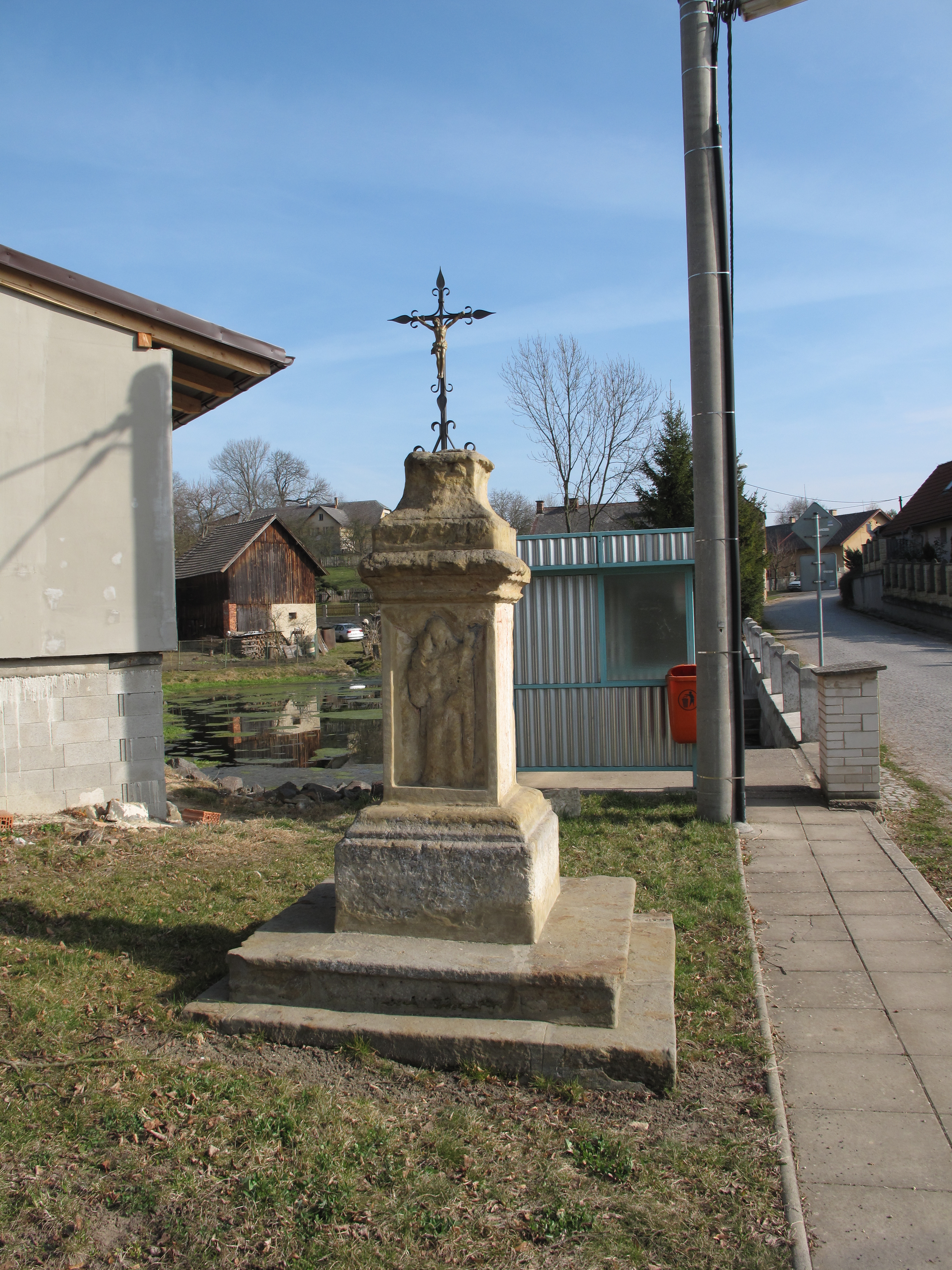
Podstavec kříže původně nesl sochu J. Nepomuckého
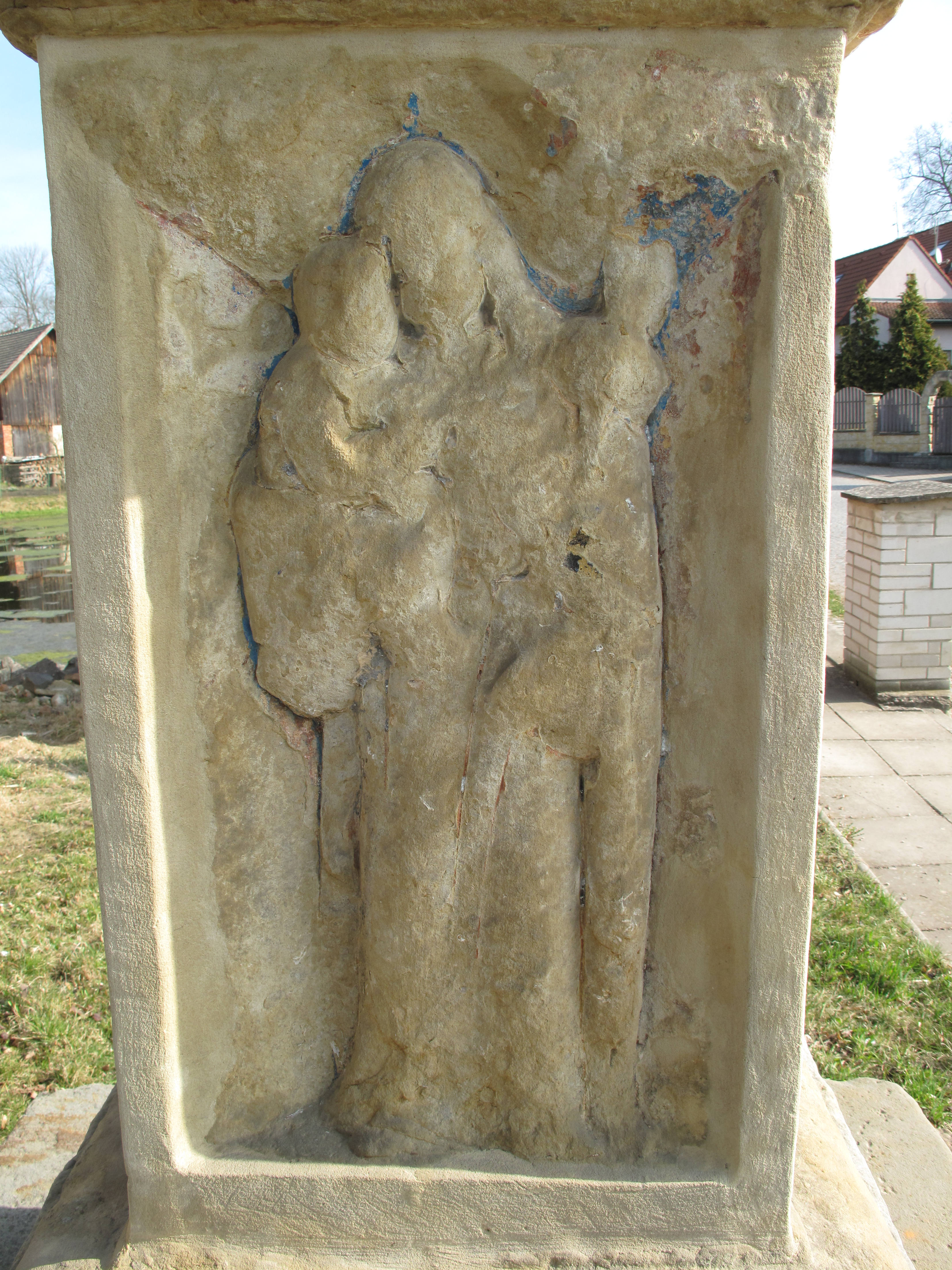
Reliéf sv. Josefa na podstavci kříže
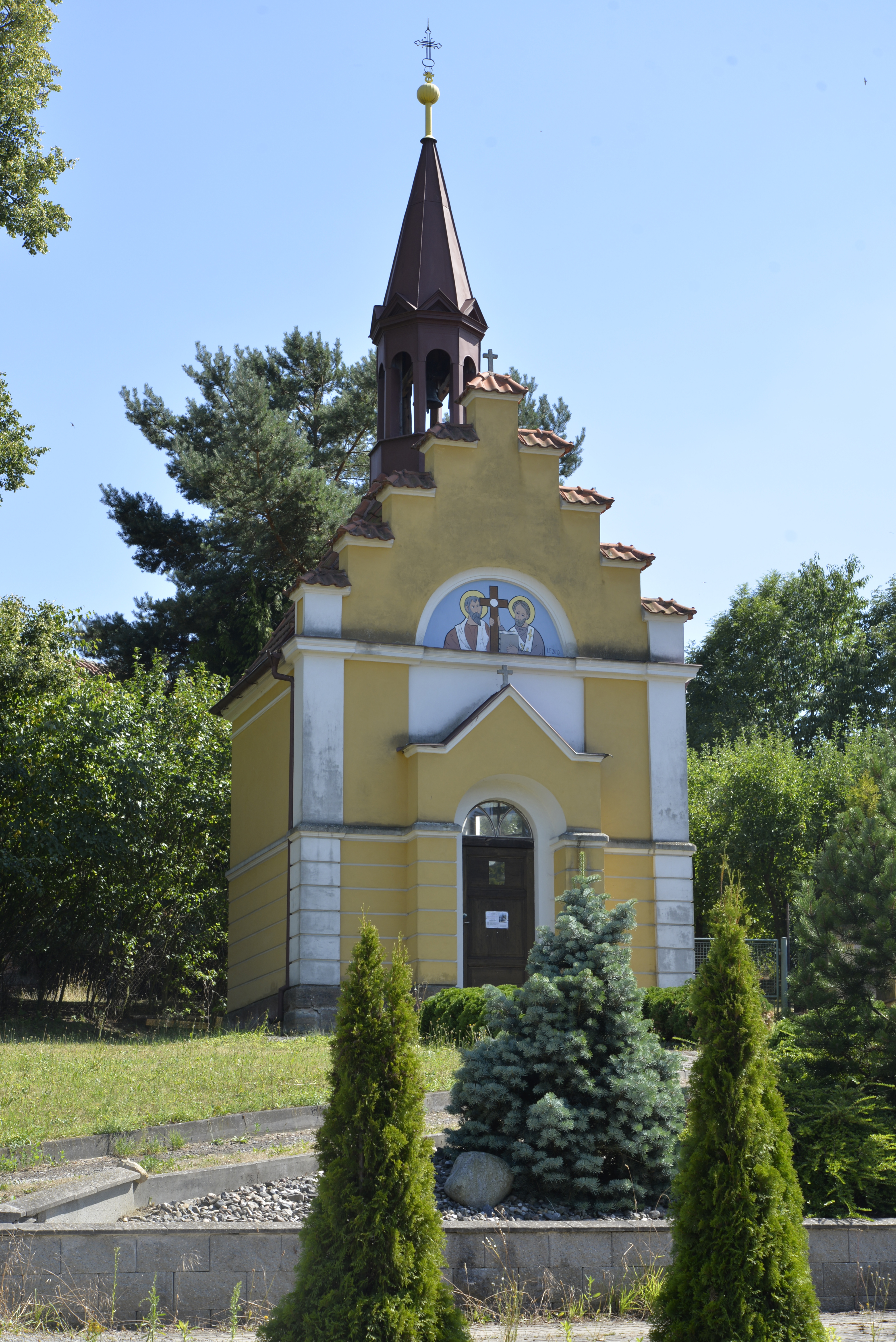
Kaple sv. Cyrila a Metoděje